# Maguindanao
Maguindanao is een provincie van de Filipijnen op het eiland Mindanao. De provincie maakt deel uit van regio ARMM (Autonomous Region in Muslim Mindanao). De hoofdstad van de provincie is de gemeente Shariff Aguak. Bij de census van 2015 telde de provincie ruim 1,1 miljoen inwoners.

## Geschiedenis
Eind 2006 werd de provincie Maguindanao wat kleiner gemaakt op basis van wetgeving van het bestuur van de autonome regio ARMM. Deze wet bepaalde dat een tiental gemeenten zouden worden afgesplitst om een nieuwe provincie genaamd Shariff Kabunsuan te vormen. Op 29 oktober 2006 werd de komst van de nieuwe provincie definitief goedgekeurd middels een grote meerderheid van 97% van de uitgebrachte stemmen van de gehouden volksraadpleging.
Eind 2008 bepaalde het Filipijnse hooggerechtshof echter dat de autonome regio ARMM geen bevoegdheid had om provincies te creëren en dat de provincie derhalve niet bestond. Het hoger beroep dat was aangespannen door het provinciebestuur werd begin 2009 afgewezen. De provinciale bestuurders van Maguinadano en Shariff Kabunsuan traden daarop af.

## Geografie

### Bestuurlijke indeling
Maguindanao bestaat uit 36 gemeenten. De stad Cotabato City ligt wel binnen de provinciegrenzen, maar is onafhankelijk daarvan. Bovendien maakt de stad onderdeel uit van de regio SOCCSKSARGEN in tegenstelling tot de rest van de provincie.

#### Stad
- Cotabato City

#### Gemeenten
| - Ampatuan - Barira - Buldon - Buluan - Datu Abdullah Sangki - Datu Anggal Midtimbang - Datu Blah T. Sinsuat - Datu Hoffer Ampatuan - Datu Odin Sinsuat - Datu Paglas - Datu Piang - Datu Salibo | - Datu Saudi-Ampatuan - Datu Unsay - Gen. S.K. Pendatun - Guindulungan - Kabuntalan - Mamasapano - Mangudadatu - Matanog - Northern Kabuntalan - Pagagawan - Pagalungan - Paglat | - Pandag - Parang - Rajah Buayan - Shariff Aguak - Shariff Saydona Mustapha - South Upi - Sultan Kudarat - Sultan Mastura - Sultan sa Barongis - Talayan - Talitay - Upi |

Deze stad en gemeenten zijn weer verder onderverdeeld in 484 barangays.

## Demografie
Maguindanao had bij de census van 2015 een inwoneraantal van 1.173.933 mensen. Dit waren 229.215 mensen (24,3%) meer dan bij de vorige census van 2010. Ten opzichte van de census van 2000 was het aantal inwoners gegroeid met 372.831 mensen (46,5%). De gemiddelde jaarlijkse groei in die periode kwam daarmee uit op 4,22%, hetgeen hoger was dan het landelijk jaarlijks gemiddelde over deze periode (1,72%).

De bevolkingsdichtheid van Maguindanao was ten tijde van de laatste census, met 1.173.933 inwoners op 9729,04 km², 120,7 mensen per km².

## Economie
Maguindanao is een arme provincie. Uit cijfers van het National Statistical Coordination Board (NSCB) uit het jaar 2003 blijkt dat 68,1% (12.322 mensen) onder de armoedegrens leefde. In het jaar 2000 was dit 65,1%. Daarmee staat Maguindanao 2e op de lijst van provincies met de meeste mensen onder de armoedegrens. Van alle 79 provincies staat Maguindanao bovendien 7e op de lijst van provincies met de ergste armoede.